# GMC Terrain
Le GMC Terrain est un SUV de taille moyenne du constructeur automobile américain GMC et qui remplace le Pontiac Torrent vendu chez les mêmes revendeurs avant l'abandon de la marque Pontiac.